# 陈少勇
陈少勇（1955年—），福建龙海人。中国共产党党员。福建师范大学历史系历史专业毕业，大学学历。历任共青团龙溪地委书记、福建省委副书记、书记，中共莆田市委副书记、市政协主席、代市长、市长，宁德市委书记等职。2005年5月获任中共福建省委常委、秘书长，2007年7月兼任省直机关工委书记。2008年7月因涉嫌受贿被双开，2010年以受贿罪被判处无期徒刑，剥夺政治权利终身，没收个人全部财产。